# لي المبيض
لوي المبيض (بالإنجليزية: Ovarian torsion)‏ يعني التواء المبيض على عُنَيْقَة مما يؤدي إلى انسداد الشريان المبيضي.